# Карпаты (футбольный клуб, Каменка-Бугская)
«Карпаты» — украинский любительский футбольный клуб, представлявший город Каменка-Бугская Львовской области. В 2007 году на базе клуба создана команда «Галичина» (Львов), унаследовавшая все достижения. Тогда же под названием «Карпаты» (Каменка-Бугская) начал выступать фарм-клуб «Галичины» (Львов).

## Прежние названия
- «Буг»
- «Карпаты»

## История
Клуб был создан на Львовщине в начале 80-х годов ХХ-го века под названием «Буг». Первый успех пришел к команде в 1987 году когда она, сначала выигрывает областное первенство, а позже становится обладателем кубка. В 1990 году клуб, как чемпион Львовской области, получает право выступать в первенстве Украины среди КФК. Дебют оказался успешным: выиграв зональный турнир, каменчане приняли участие в финале.
В 1991 году команда «Скала» (Стрый) получила право выступать во второй лиге чемпионата СССР. Она объединяется с «Карпатами» (Каменка-Бугская) и под последним названием стартует в чемпионате СССР 1991 года.
В следующем году в первом чемпионате Украины команда выступает уже под названием «Скала» (Стрый).
В Каменке-Бугской вновь возрождается футбольная команда, которая опять начинает свой путь в любительском чемпионате Львовской области. В 2005 году «Карпаты» становятся чемпионами Львовщины. Выступают в Любительском чемпионате. В 2006 году выигрывают Кубок Украины среди любителей.
В 2007 году во Львове решают возродить команду «Галичина», и делают это на базе Каменки-Бугской.
«Карпаты» на этот раз становятся фарм-клубом «Галичины» и вынуждены вновь начинать восхождение из глубин чемпионата области. В 2008 году «Карпаты» занимают 1-е место в первой лиге Львовщины. В 2009 году каменчане стартовали уже в Премьер-лиге и с первой попытки досрочно оформили звание чемпионов.
Клуб расформирован после областного сезона 2013 года.

## Достижения
- Обладатель Кубка Украины среди любителей — 2006.
- Чемпион Львовской области по футболу — 1987, 1990, 2005, 2009.
- Серебряный призёр чемпионата Львовской области — 2006.
- Победитель Мемориала Эрнеста Юста — 2006, 2010.